# 向日葵动画
向日葵动画（日语：ひまわり動画）是一個以TV动画内容为主的日本影片分享網站，运营权屬於FC2公司。向日葵动画类似于NICONICO动画，且具有将留言以字幕形式显示在视频上的功能。不过，向日葵动画与NICONICO动画不同，向日葵动画没有自己的视频存储服务器，甚至有部分视频存储于Amazon Simple Storage Service，因此属于寄生型视频网站。
2011年6月起，向日葵动画将运营权转交给FC2。